# Lansfordite
La lansfordite est un minéral carbonaté de magnésium hydraté de composition : MgCO3·5H2O. La landsfordite a été découverte en 1888 dans une mine de charbon à Lansford, en Pennsylvanie. Il cristallise dans le système monoclinique (groupe d'espace P21/c) et se présente généralement sous forme de cristaux prismatiques incolores à blancs et de masses stalactitiques. C'est un minéral mou, d'une dureté Mohs de 2,5, avec une faible gravité spécifique de 1,7. Il est transparent à translucide avec des indices de réfraction de 1,46 à 1,51. Le minéral rentre en efflorescence à température ambiante, produisant de la nesquehonite. Son symbole IMA est Lfd.